# Maziarnia Karańska
Maziarnia Karańska (ukr. Мазярня-Каранська, Maziarnia-Karanśka) – wieś na Ukrainie, w obwodzie lwowskim, w rejonie kamioneckim.